# 桜花忍法帖 (陰陽座の曲)
「桜花忍法帖」（おうかにんぽうちょう）は、日本のバンド陰陽座の通算17枚目のシングルである。2018年1月10日発売。発売元はキングレコード。

## 概要
- 表題曲の「桜花忍法帖」は、テレビアニメ『バジリスク ～桜花忍法帖～』のオープニングテーマとして使用された。曲を制作する際に心がけたのは、原作小説、コミック版、アニメ版で描き方が微妙に異なることから、『桜花忍法帖の根底にある主題を描き、どのメディアで物語に触れた人にも納得してもらえる楽曲』にすることであった[3][4]。
- 楽曲を書いた瞬火は、オープニング曲の依頼の話が来る前の段階から、山田正紀著『桜花忍法帖 バジリスク新章』の小説をプライベートで購入し、「もしオープニングをやるなら、こんな曲にしよう」と想像しながら作品を読んでいた。そのため『バジリスク』のスタッフから「オープニングテーマをお願いしたい」という依頼が来た頃には、既に楽曲の大筋のイメージは浮かんでおり、スムーズに完成させることができたと語っている[3][4]。

## 収録内容
| 全作詞: 瞬火、全編曲: 瞬火、陰陽座。 |                                                        |           |       |      |
| #                                    | タイトル                                               | 作詞      | 作曲  | 時間 |
| 1.                                   | 「桜花忍法帖」                                         | 瞬火      | 瞬火  | 4:33 |
| 2.                                   | 「甲賀忍法帖（実況録音版）」(2017 Live Ver.)           | 瞬火      | 瞬火  | 4:16 |
| 3.                                   | 「愛する者よ、死に候え（実況録音版）」(2017 Live Ver.) | 瞬火      | 瞬火  | 4:59 |
| 4.                                   | 「蛟龍の巫女（実況録音版）」(2017 Live Ver.)           | 瞬火      | 黒猫  | 5:55 |
| 合計時間:                            | 合計時間:                                              | 合計時間: | 19:43 |      |